# آيت الحاج (آيت علي أوغانم)
آيت الحاج هو دُوَّار يقع بجماعة تيزي نغشو، إقليم ميدلت، جهة درعة تافيلالت في المملكة المغربية. ينتمي الدوّار لمشيخة آيت علي أوغانم التي تضم 5 دواوير. يقدر عدد سكانه بـ 525 نسمة حسب الإحصاء الرسمي للسكان والسكنى لسنة 2004.

## وصلات خارجية
- البوابة الوطنية للجماعات الترابية
- المندوبية السامية للتخطيط